# Fibigia
Fibigia es un género de plantas con flores perteneciente a la familia Brassicaceae. Comprende 20 especies descritas y de estas, solo 13 aceptadas.

## Taxonomía
El género fue descrito por Friedrich Kasimir Medikus y publicado en Pflanzen-Gattungen 90. 1792.

## Especies aceptadas
A continuación se brinda un listado de las especies del género Fibigia aceptadas hasta septiembre de 2013, ordenadas alfabéticamente. Para cada una se indica el nombre binomial seguido del autor, abreviado según las convenciones y usos.
- Fibigia clypeata (L.) Medik.
- Fibigia compacta Rech.f.
- Fibigia eriocarpa (DC.) Boiss.
- Fibigia heterophylla Rech.f.
- Fibigia lunarioides (Willd.) Sweet
- Fibigia macrocarpa (Boiss.) Boiss.
- Fibigia membranacea Rech.f.
- Fibigia multicaulis (Boiss. & Hohen.) Boiss.
- Fibigia pendula (Boiss.) Boiss.
- Fibigia suffruticosa (Vent.) Sweet
- Fibigia thesigeri Rech.f.
- Fibigia triquetra (DC.) Boiss. ex Prantl
- Fibigia umbellata (Boiss.) Boiss.